# Mattress
Mattress es el decimosegundo episodio de la primera temporada de la serie de televisión Glee. En este episodio, el Club glee es dejado fuera del anuario debido a ajustes en el presupuesto, aunque los chicos parecen estar aliviados de que no aparecerán, ya que así no harán el ridículo como pasó con todos los Club glee de años anteriores. Excepto Rachel que según dice, quiere que su legado quede impreso en esas páginas. Mientras tanto, Quinn se pone la meta de aparecer en la foto del anuario de las animadoras, y la relación de Will y Terri Schuester está al borde de la ruptura.
Las interpretaciones musicales en el episodio son fueron lanzadas como sencillos para descarga digital,y también fueron incluidas en la banda sonora Glee: The Music, Volume 2. "Mattres" fue visto por 8.170.000 millones de espectadores.El episodio mantuvo críticas variadas.Liz Pardue de Zap2it se sintió aliviado de que se acabara la mentira del embarazo falso y Raymund Flandez, de Wall Street Journal se alegró de ver el "complicado" final del falso embarazo, y la interpretación de "Jump" le pareció "increíble".

## Trama
Will (Matthew Morrison) se sienta con Emma (Jayma Mays) y Ken (Patrick Gallagher) en la sala de profesores. Le dicen a Will que la boda será el próximo sábado, el mismo día que las semifinales. Sue entra con los dos ojos morados, que, según dice, es el resultado de haber hecho algo de trabajo antes de las fotos para el anuario. Además, confiesa a Will que convenció a Figgins para que el Glee Club no tuviera una foto en el anuario de este año.
En la sala de música, Kurt (Chris Colfer) les explica a todos que no aparecer en el anuario puede salvarlos de incontables horas de burlas todos parecen estar de acuerdo. Entonces, ante su estupefacción, Will entra anunciando a los chicos que van a luchar por obtener una foto en el anuario.
Cuando Will se queja ante Figgins (Iqbal Theba), el director le dice que el único espacio que queda es un cuarto de página del anuario. Ese espacio solo será suficiente para dos miembros del Club, para lo que Figgins sugiere que escoja a Finn (Cory Monteith) y Brittany (Heather Morris), ya que son los que menos posibilidades tienen de que sus fotos sean vandalizadas. Rachel (Lea Michele) entra atormentada en la sala, rogando que el Club Glee tenga una foto, antes de que Will diera las noticias. Rachel explica de forma narrativa que se ha unido a todos y cada uno de los Clubes escolares que existen para aparecer en docenas de fotos en el anuario. Quinn (Dianna Agron) está triste porque ya no es parte del equipo de animadoras, pero decide abrirse camino para estar nuevamente en la foto del anuario con ellas.
Terri prohíbe a Will usar los fondos familiares para comprar un espacio en el anuario para el club glee. Will le hace un cheque a Figgins de todas formas, pero le pide que espere unos días más para cobrarlo. Will le dice a los chicos que deben escoger a dos capitanes del equipo para la foto. Rachel es elegida unánimemente, ya que es la única que obtiene votos (lo que significa que ella se votó a sí misma), y nadie más quiere aparecer. Will le pregunta a Emma cómo hacer para que otro chico quiera salir en la foto. Ella se disculpa por tener que perderse las semifinales, a lo que Will alega que Ken ha puesto esa fecha para la boda a propósito. Emma defiende a Ken y Will termina disculpándose.
Will le pide a Rachel que escoja a un cocapitán. Ella le va preguntando a todos los chicos. pero aducen excusas sin argumentos. Por fortuna logra convencer a Finn de que salga con ella en la foto, e intenta enseñarle a sonreír correctamente, comenzando a cantar a dúo la canción de Lily Allen "Smile". Varios de los compañeros de Finn del equipo de fútbol le dicen que ya están planeando en cómo estropear su foto por lo que al final no se presenta en la sesión. Cuando Denis (John Ross Bowie) le dice a Rachel que está dirigiendo un anuncio, ella lo convence de usar a los chicos del Club Glee como actores.Rachel dice a los chicos del Club que ha conseguido el primer "gran éxito" para el grupo. El anuncio es para una compañía de colchones, y todos los chicos se muestran muy entusiasmados. Los chicos leen el guion, y a todos les parece muy aburrido. Por su parte, Rachel logra convencer al dueño (Randy Cusperberg) de la compañía que los deje hacer una versión de la canción "Jump" saltando en colchones para el comercial.
En la casa de Will y Terri (Jessalyn Gilsig), mientras buscaba su monedero a cuadros, Will encuentra una almadua falsa de Terri cubriendo su falso embarazo. Furioso, va a la cocina y le ordena que le muestre el vientre, a lo que se niega hasta que Will le levanta la camiseta, descubriendo la mentira y que el embarazo fue todo una mentira. Este descubrimiento lleva a una pelea entre los dos, donde Terri le explica que al principio no era una mentira, pero comenzó cuando le dijeron que era un embarazo psicológico. Luego le confiesa que el plan era usar al bebé de Quinn.En el colegio, Will encuentra una pila de colchones nuevos y empaquetados, que fueron enviados allí para los chicos del Glee Club como agradecimiento por el anuncio, y pone uno en su oficina. Sue ve el anuncio en su casa, va a la oficina de Figgins y le dice que sa grabación ha comprometido la condición de amateur de los chicos del Club de Coro. Como uno de los colchones ha sido usado, el pago no puede ser devuelto. Figgins le dice a Will que el Club Glee se terminó.
Quinn se aparece en la oficina de Sue con su uniforme de animadora. Quinn le recuerda todo lo que ha hecho durante todos estos años, y le demanda una página entera para el club glee en el anuario. Emma (Jayma Mays), dice a Will que debería enfocarse en su propia vida, y que entiende por qué Terri hizo lo que hizo por el .  Will le dice a los chicos que técnicamente, quien ha quedado descalificado ha sido él, y por lo tanto, ha renunciado al club glee para que ellos puedan seguir, pero que por una formalidad, no podrá estar con ellos en las semifinales. Además, les pide que se hagan la foto para el anuario con orgullo. Mientras se preparan, los chicos cantan la canción "Smile" de Charlie Chaplin.

## Producción
"Mattress" fue escrito por Ryan Murphy creador de la serie y dirigido por Elodie Keene.Los personajes recurrentes que aparecen en el episodio son los miembros del Glee Club Brettany (Heather Morris), Santana López (Naya Rivera), Mike Chang (Harry Shum, Jr.) y Matt Rutherford (Dijon Talton), Director Figgins (Iqbal Theba), entrenador de fútbol americano Ken Tanaka (Patrick Gallagher), local de noticias de la cadena de Rod Remington (Bill A. Jones) y Andrea Carmichael (Earlene Davis), Dave Karofsky (Max Adler) y Azimio (James Earl). John Ross Bowie es actor invitado como el fotógrafo de la escuela interpretando a Dennis, y Spitler Chuck interpreta como su hermano, Randy Cusperberg interpreta del dueño del colchón en el almacén.
Las interpretaciones musicales son "Smile" de Lily Allen, "Jump" de Van Halen, "Smile" de Charlie Chaplin, y "When You're Smiling" por Louis Armstrong. Las grabaciones de cada una de las canciones, excepto "When You're Smiling" fueron lanzados como singles, disponible para descarga digital, y también se incluyen en el álbum de Glee: The Music, Volume 2. Jenna Ushkowitz considera "Jump", uno de sus canciones favoritas en el álbum, y explicó que fue muy divertido para llevar a cabo en los colchones y lo compara con "Proud Mary", realizado en el episodio "Wheels", que utilizan sillas de ruedas como accesorios.
Jessalyn Gilsig se refiere al enfrentamiento entre Terri y Will en "Mattres", Gilsing lo define como "El juicio" Ella lo describió como triste para ella, y explica :"Espero que se pueda ver a la niña dentro de Terri se nota que da miedo" Gilsig comentó que los espectadores se había estado preguntando por qué Will tardo tanto tiempo en descubrir que Terri no estaba realmente embarazada, y explicó:"Creo que la gente ha estado pensando qué lento es este tipo". Pero [en "Mattres"] finalmente se da cuenta sobre el "embarazo". Señaló que mientras que Will y Emma "son adorables verlos juntos", todavía cree en Terri y Will como pareja y comento: "creo que ella realmente lo ama. A la gente le gusta hacer tonterías; en el fondo ella es obviamente imperfecta, pero creo que tiene amor en su corazón"

## Recepción

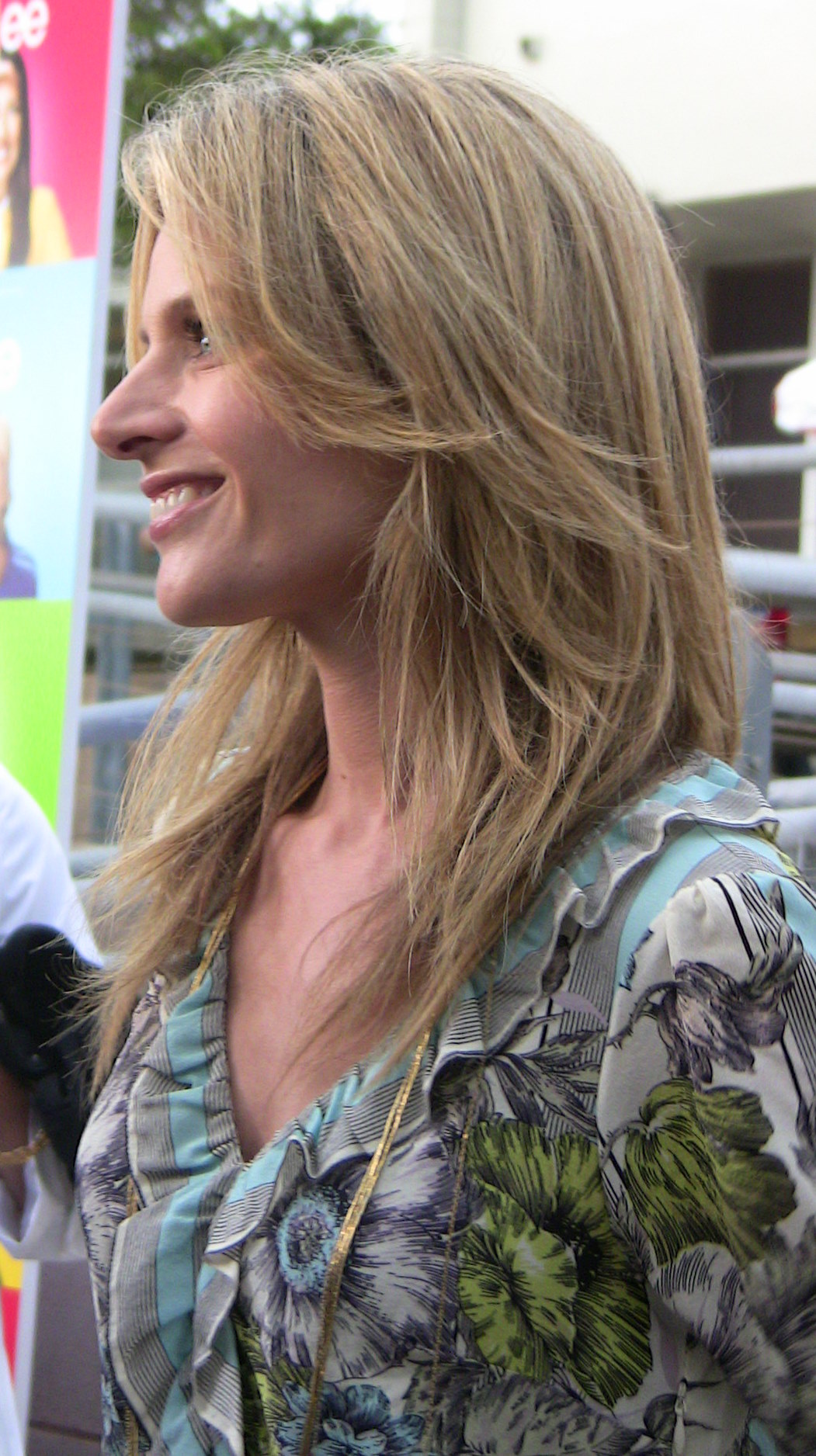
Fue criticada por su papel de Gilsig en "Mattres".

En su estreno en Estados Unidos "Matress" fue visto por 8.170.000 millones de espectadores, siendo el capítulo más alto de la audiencia en la temporada televisiva de 2009-10: se logró un 4.3/12 rating/ entre la audiencia de adultos con edades de la franja de 18-34 años, la más alta calificación en la noche de la emisión. En Canadá, fue el noveno programa más visto de la semana, alcanzando 1.8 millones de espectadores.

El episodio recibió críticas variadas. Dan Snierson Entertainment Weekly, comento: "sentí un gran alivio cuando se supo sobre el falso embarazo",y título el episodio de "conmovedor". A diferencia Mike Hañe del New York Times escribió que Glee parecía estar "tomándose un descanso" a mitad de temporada, antes del episodio final. Liz Pardue de Zap2it se sintió aliviado de que se acabara la mentira del embarazo falso. Señaló, sin embargo, que no estaba satisfecho del todo con el episodio, indicando que la historia debería haber terminado antes, y había muy pocas canciones conocidas.
Bobby Hankinson, del Houston Chronicle, le pareció "bastante bueno". Raymund Flandez, de  Wall Street Journal se alegró de ver el "complicado" final del falso embarazo, y la interpretación de "Jump" fue "increíbles", aunque consideró que era "la única canción buena del episodio". Gerrick Kennedy, para el diario Los Angeles Times criticó la relación entre Will y la Sra. Schuester". Aly Semigran, para MTV, elogió a ambos actores, sobre todo Matthew Morrison," Y coinsidera a "Jump" que es una buena y fue uno de los mejores números musicales en el programa hasta la fecha".